# Salmānlū
Salmānlū (persiska: سلمانلو, سَلمَن, سَلمانو) är en ort i Iran.   Den ligger i provinsen Zanjan, i den nordvästra delen av landet, 280 km väster om huvudstaden Teheran. Salmānlū ligger 1 738 meter över havet och antalet invånare är 105.
Terrängen runt Salmānlū är kuperad söderut, men norrut är den platt. Terrängen runt Salmānlū sluttar norrut.Runt Salmānlū är det ganska glesbefolkat, med 47 invånare per kvadratkilometer. Närmaste större samhälle är Zanjan, 5,7 km norr om Salmānlū. Trakten runt Salmānlū består i huvudsak av gräsmarker.